# Азбестоцементна промисловість
Азбестоцеме́нтна промисло́вість — галузь промисловості будівельних матеріалів, яка об'єднує виробництво покрівельних матеріалів (шиферу), водопровідних і каналізаційних труб, облицювальних плит, вентиляційних коробок, електроізоляційних дощок, панелей для стін, санітарно-технічних кабін та інших деталей і конструкцій із азбесту і цементу.
Азбестоцементне виробництво виникло в кінці 19 століття в Австрії. В Російській імперії перший завод по виробництву покрівельних матеріалів було збудовано 1908 в Брянську. В 1913 діяли 2 напівкустарні шиферні підприємства, які випустили близько 10 мільйонів. умовних плиток.